# Катастрофа на „Пайпър PA-46“ в Ла Манша през 2019 г.
На 21 януари 2019 г. лек самолет „Пайпър PA-46 Малибу“, който превозва аржентинския футболист Емилиано Сала, се разбива в Ла Манша край Олдърни, Нормандските острови. Полетът е организиран от футболния агент Уили Маккей и трябва да превози футболиста от летище „Нант Атлантик“, Нант, Франция, до летище „Кардиф“, Кардиф, Уелс, където Емилиано Сала трябва да продължи футболната си кариера в местния ФК „Кардиф Сити“. Малко преди контактът с контрола на въздушното движение да бъде изгубен, пилотът поисква да се спусне до 760 м, където да има по-добра видимост. Самолетът е изгубен от радара, докато е на височина от 700 м.
На следващия ден започва издирване, в което се включват самолети, хеликоптери, както и спасителни лодки, но търсенето е прекратено няколко дни по-късно, защото шансовете за оцеляване са „изключително малки“ в тези условия. Семейството на Емилиано Сала заедно с Отдела за разследване на въздушни произшествия организира второ издирване и на 3 февруари 2019 г. останките от самолета са намерени на морското дъно на около 1 км от последното известно местоположение и са на дълбочина от 67 м. Тялото на футболиста е извадено, но не това на пилота Дейвид Иботсън.
Разследването установява, че тялото на Емилиано Сала показва високи нива на излагане на въглероден оксид, който влиза в кабината на самолета и може да наруши преценката на пилота. Дейвид Иботсън е с изтекъл лиценз за летене и няма нужната квалификация да управлява самолет през нощта. Дейвид Хендерсън, който организира полета и първоначално трябва да пилотира машината, е обвинен и признат за виновен на 28 октомври 2021 г. след процес в Кардиф и осъден на 18 месеца затвор.